# Социалистическая рабочая партия (США)
Социалисти́ческая рабо́чая па́ртия, СРП (англ. Socialist Workers Party, SWP) — коммунистическая политическая партия в США. Основана в 1938 году. На протяжении 1930—1960-х годов являлась крупнейшей партией в стране, распространявшей идеи Троцкого. С 1938 по 1990 год являлась секцией Четвёртого интернационала, в 1953—1963 годах участвовала в Международном комитете Четвёртого интернационала (с 1940 года, чтобы не попасть под действие «Акта Вурхиса», формально не являлась секцией Четвёртого интернационала). Издаёт газету «The Militant».
Ранее СРП поддерживала тактику «поворота к промышленности», и большинство её членов составляли рабочие и профсоюзные активисты. Сейчас для организации приоритетной является поддержка издательства «Pathfinder Press», в которой публикуются работы лидеров СРП (Кэннона, Доббса и других), а также революционных теоретиков от Ленина и Троцкого до Малкома Икс и Че Гевары.
СРП начала отходить от Четвёртого интернационала после речи национального секретаря партии Джека Барнса «Их Троцкий и наш», произнесённой им в 1982 году. После этого СРП не стала принимать участие в работе Пятнадцатого мирового конгресса Четвёртого интернационала в 1985 году, а затем прекратила выпуск англоязычного журнала Интернационала «Intercontinental Press». После выхода СРП и их сторонников в других странах из Четвёртого интернационала они объединились в т. н. «Pathfinder tendency».

## История

### Формирование партии
Социалистическая рабочая партия была основана в 1938 году членами Коммунистической лиги Америки и молодёжного крыла Социалистической партии Америки. Коммунистическая лига была основана в 1928 году бывшими членами Компартии США, поддерживавшими Левую оппозицию в СССР. В 1934 году КЛА объединилась с Американской рабочей партией (лидер — Абрахам Йоханнес Масти), образовав Рабочую партию. Большинство Рабочей партии в 1936 году вступило в СПА, откуда её сторонники были исключены в 1937 году. С ними ушла также молодёжная организация Соцпартии — Молодёжная народная социалистическая лига. Вместе они сформировали Социалистическую рабочую партию.
СРП была одной из организацией, стоявших у истоков Четвёртого интернационала. Наиболее известным лидером партии был Джеймс Патрик Кэннон, бывший активист синдикалистского профсоюза «Индустриальные рабочие мира» и бывший глава «Международной защиты труда». Другой важной фигурой в организации до раскола 1940 года был Макс Шахтман.

### Раскол 1940 года
Раскол в СРП 1940 года вызвал международную дискуссию о классовой природе СССР, внутреннем режиме в организации, а также, среди прочего, о марксистской философии. СРП пережила за свою историю множество конфликтов и расколов, но раскол 1940 года был крупнейшим за её историю — из партии вышло около 40 % её состава.
Фракция большинства во главе с Кэнноном поддерживала анализ Троцкого о природе СССР. Вслед за Троцким Кэннон считал, что Советский Союз является деформированным рабочим государством, а также выступал за поддержку СССР в мировой войне. Фракция меньшинства во главе с Шахтманом и Бернхемом придерживалась мнения, что Советский союз — «нерабочее и небуржуазное государство», что бюрократический режим, установленный в нём имеет тот же характер, что и в Германии и Италии («бюрократический коллективизм»).
Фракция меньшинства утверждала, что кэнноновское руководство СРП является «бюрократически консервативным» и требовала права публикации своих взглядов за пределами партийной печати. Фракция меньшинства, в свою очередь, заявила, что это противоречит ленинской концепции демократического централизма, и обсуждение противоречий в СРП может происходить только внутри организации. Похожие обвинения и требования к внутреннему режиму в партии поднимались на поверхность и в более поздних фракционных дискуссиях. Несмотря на это, большинство более поздних политических фракций провозглашали свою преемственность с фракцией Кэннона.
В итоге, фракция меньшинства вышла из организации, уведя с собой почти 40 % её состава. Большая часть фракции сформировала Рабочую партию.

### Вторая мировая война
СРП выступала против вступления США во Вторую мировую войну, утверждая, что Соединённые Штаты будут участвовать в империалистической войне с целью передела колоний и перераспределения сфер влияния, а не как в войне демократии против фашизма. Эта агитация привела к некоторым трудностям в дальнейшей работе СРП.
Во-первых, основная точка опоры СРП в профсоюзах — Международное товарищество водителей грузовиков на Среднем Западе, особенно в Миннеаполисе, — подверглось серьёзным атакам. Несколько членов СРП играли ведущую роль в забастовке водителей грузовиков в Миннеаполисе 1934 года. Городские газеты Миннеаполиса были настроены крайне враждебно к вступлению США в войну. Президент Международного профсоюза водителей грузовиков Даниэль Тобин предпринимал усилия для вытеснения СРП с их позиций. При поддержке предпринимателей и правительства США эти усилия оказались успешными. Несколько членов партии были арестованы, попав под действие «Акта Смита» 1940 года. В их числе был Джеймс П. Кэннон, а также многие активные члены профсоюза водителей Среднего Запада.
В войне партия придерживалась тактики т. н. «пролетарской военной политики», которая была попыткой через активистов призывного возраста, направляемых в армию, попытаться трансформировать империалистическую войну в гражданскую. В то время как большая часть членов СРП во время войны заняла сдержанную позицию в отношении этой тактики, существовала ещё «морская фракция», члены которой участвовали в рискованных конвоях в Мурманск в 1942 году.
Репрессии против СРП в начале войны заставили её активистов быть осторожными в своей работе. В отличие от Рабочей партии Шахтмана СРП практически потеряла активность. Единственной кампанией, которую она проводила, была кампания за партию труда. Однако кампания потерпела неудачу, и привела к аресту большей части её лидеров. Уход в армию многих членов партии привёл к тому, что редакция газеты «The Militant» постоянно менялась.
СРП активно поддерживала забастовки, которые проходили несмотря на запрет на их проведение в период войны. Партия поддерживала протесты против расовой дискриминации. В частности, в 1941 году в движении Марша на Вашингтон (March on Washington Movement) Филиппа Рэндольфа. Американская почта отказывалась отправлять номера «The Militant» и угрожала аннулировать разрешение на отправку непериодической почты (third-class mailing permit), ссылаясь на статьи против расовой дискриминации в газете.
Тогда анализ войны Четвёртого интернационала и Социалистической рабочей партии базировался на убеждении, что война приведёт к всплеску революционных выступлений, как произошло перед предыдущей мировой войной. Отчасти этот анализ оправдывался — революции произошли во многих странах мира, однако они были возглавлены сталинистскими компартиями. В Соединённых Штатах в 1946 году произошла одна из крупнейших забастовок в истории страны — в ней участвовало более 5 миллионов человек. Деятельность СРП в этой забастовке вызвала кратковременный быстрый рост организации.

### Послевоенные годы
Послевоенный период был отмечен переменами в Четвёртом Интернационале, в которых СРП играла важную роль. Меньшинство в партии вокруг Феликса Морроу и Альберта Голдмана ещё в 1942—1943 годах выступило против анализа послевоенного мира, базировавшегося на работах Льва Троцкого. После войны они вышли из СРП и вступили в Рабочую партию Шахтмана.
С другой стороны в Рабочей партии действовала фракция, называвшаяся «Группа Джонсон-Форест». Лидеры фракции Сирил Джеймс (Джонсон) и Рая Дунаевская (Форест) считали, в отличие от осторожных оценок РП, что вскоре должна наступить предреволюционная ситуация. В 1947 году они вернулись в Социалистическую рабочую партию, однако были далеки от её «ортодоксального троцкизма», что создавало трудности для их присутствия в ней. Например, они продолжали считать, что в СССР был государственный капитализм. В 1951 году сторонники Джеймса и Дунаевской вышли из СРП, сформировав Комитет публикации писем (Correspondence Publishing Committee). После раскола с Джеймсом сторонники Дунаевской создали в 1955 году Комитет новостей и писем (News and Letters Committee).
Короткий период послевоенных рабочих волнений сменился консерватизмом 1950-х годов, развалом когда-то боевых профсоюзных организаций и эрой маккартизма. В тот период СРП находилась с состоянии упадка и изоляции. В те годы в партии произошло несколько расколов. Один из них был связан с расколом в Четвёртом интернационале, и уходом из СРП фракции Берта Кохрана, поддерживавшей Мишеля Пабло и Международный секретариат Интернационала. Сторонники Кохрана (Гарри Браверман и другие) создали Американский социалистический союз, просуществовавший до 1959 года.
Другой раскол был связан с именем Сэма Мерси, лидером фракции «Глобальная классовая война», имевшей разногласия с СРП по вопросам о поддержке Генри Уоллеса от Прогрессивной партии на президентских выборах 1948 года и оценке Мао Цзэдуна как революционного лидера. В 1956 году фракция Мерси поддержала, в отличие от большинства СРП и других троцкистских организаций, подавление Венгерского восстания, и в 1958 году вышла из партии. Сторонники Мерси создали в 1959 году Мировую рабочую партию (Workers World Party).

### 1960-е годы

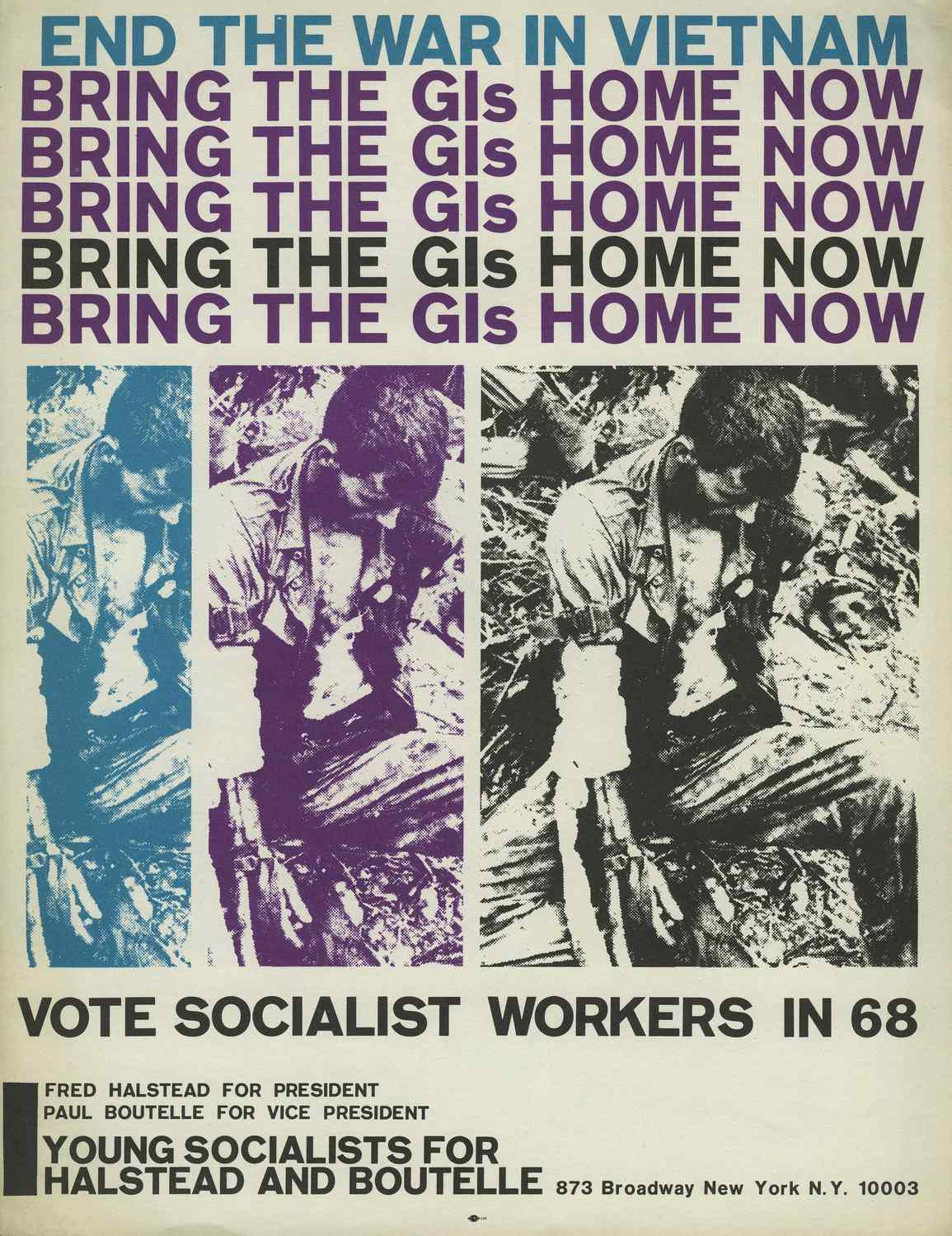
Предвыборный плакат СРП 1968 года с призывом остановить войну во Вьетнаме

СРП поддержала Кубинскую революцию 1959 года и учредила Комитет за справедливость для Кубы (Fair Play for Cuba Committee). Результатом проведения компаний солидарности стал рост партийных рядов за счёт молодёжи из студенческой среды.
В 1960-е годы в партии происходит ещё один раскол, связанный с выходом из неё противников воссоединения с Четвёртым интернационалом. Общий подход к подавлению Венгерской революции в 1956 году и к Кубинской революции в 1959 году создали почву для объединения МКЧИ и МСЧИ. После объединительного конгресса, состоявшегося в 1963 году, в СРП была создана Революционная тенденция во главе с Джеймсом Робертсоном и Тимом Вулфортом. Они заявили, что СРП капитулировала перед «паблоизмом» и в 1964 году окончательно откололись от неё, создав Американский комитет Четвёртого интернационала, действовавший в тесном контакте с МКЧИ (с 1966 — Рабочая лига).
В 1966 году ячейка в Сиэтле, обвинив СРП в укоренившемся оппортунизме и отсутствии внутренней демократии, откололась и учредила Свободную социалистическую партию (Freedom Socialist Party).
Партия активно поддерживала движение за гражданские права и чёрное националистическое движение, активно развивавшиеся в 1960-е годы. Лидер чёрных националистов Мальколм Икс участвовал в публичных мероприятиях СРП и давал интервью журналу «Young Socialist». После его убийства партия была организатором относительно успешного альянса с его сторонниками и другими чёрными националистическими организациями.
Как и многие радикальные организации США тех лет, СРП росла в 1960-е и в начале 1970-х годов. СРП была вовлечена в многочисленные кампании и демонстрации против войны во Вьетнаме. Одним из лидеров антивоенного движения наряду с Дэвидом Деллинджером был Фред Холстед, ветеран Второй мировой войны и бывший лидер профсоюза текстильной промышленности. В 1968 году Хостед был кандидатом в президенты от СРП и посетил в то время Вьетнам. СРП продолжала активную поддержку кубинскому правительству Фиделя Кастро. Ставший в 1972 году национальным секретарём партии Джек Барнс сделал поддержку кастровского правительства основой политики СРП в 1970-е годы.
Партия занималась изданием многих работ Льва Троцкого посредством собственного издательства «Pathfinder Press». Издавались не только общеизвестные работы Троцкого, многие — впервые с 1930-х годов, но и малоизвестные статьи и письма, собранные и напечатанные большим тиражом для широкой публики. В то же время СРП занялась изданием журнала Четвёртого интернационала «Intercontinental Press», редакция которого переехала в 1969 году из Парижа в Нью-Йорк, и который затем слился с журналом «Inprecor».

### 1970-е годы
Радикализация рабочих в 1970-е годы привела к возникновению внутри СРП течений, требовавших переоринтации партии в сторону этой радикализации. Одним из таких течений была Тенденция пролетарской ориентации (Proletarian Orientation Tendency) во главе с Ларри Трайнором (Larry Trainor), которая затем прекратила существование. Другим течением была Интернационалистическая тенденция (Internationalist Tendency).
В 1973 году СРП была инициатором создания Ленинистско-троцкистской тенденции в Четвёртом интернационале, и со своими сторонниками развернула дискуссию на десятом мировом конгрессе (1974 год). Она выступала за полное изменение тактики поддержки латиноамериканской герильи, принятой на девятом мировом конгрессе 1969 года.
В начале 1970-х годов СРП играла очень важную роль в движении против войны во Вьетнаме, достигшем своего апогея в 1970—1971 годах. Также поддерживала националистов чикано, в том числе Партию расового единства (Raza Unida Party). Совместно с Женской национальной коалицией действия за право на аборты (Women’s National Abortion Action Coalition) СРП участвовала в организации протестов с требованием легализации абортов. После спада радикального движения конца 1960-х — начала 1970-х годов влияние СРП также пошло на спад.
В 1978 году руководство СРП решило, что главной задачей должен стать т. н. «поворот к промышленности» («turn to industry»). Члены СРП становились «синими воротничками» для подготовки, по плану партийного руководства, массовой борьбы. Забастовка шахтёров 1977—1978 годов и борьба рабочих-металлистов были в числе событий, казалось бы подтвердила произошедшее изменение политики партии. Однако в силу неясности задач, нарастало недовольство этой политикой.

### Отход от троцкизма
Лидеры партии Джек Барнс, Мэри-Элис Уотерс (Mary-Alice Waters) и другие были сторонниками отказа от некоторых ключевых принципов троцкизма. В 1982 году Барнс выступил с речью под названием «Их Троцкий и наш: коммунистическая преемственность сегодня» («Their Trotsky and Ours: Communist continuity today»), в которой выступил против теории перманентной революции. По его мнению, эта теория полностью себя дискредитировала, показывая разницу между демократическими и социалистическими задачами рабочей революции. Барнс считал, что антикапиталистическая революция должна начинаться с «рабочего и крестьянского правительства», концентрируясь в начальном этапе на буржуазно-демократических мерах, и только затем должна двигаться к ликвидации капитализма. При этом СРП продолжала издавать книги Троцкого и защищать многие идеи, связанные с его наследием, в том числе анализ сталинизма.
В 1980-е годы СРП перестала принимать участие в международных съездах и конференциях Четвёртого интернационала. Члены оппозиционных фракций, действовавших в СРП, были из неё исключены. После этого они сформировали организацию «Социалистическое действие», поддерживавшую связи с Четвёртым интернационалом. Формально СРП вышла из Интернационала в 1990 году.

## Организация

### Национальные секретари СРП
- 1938—1953 Джеймс Патрик Кэннон (James P. Cannon)
- 1953—1972 Фаррел Доббс (Farrell Dobbs)
- с 1972 Джек Барнс (Jack Barnes)

### Участие в президентских выборах
- 1948 Фаррел Доббс — 13 614 голосов
- 1952 Фаррел Доббс — 10 312 голосов
- 1956 Фаррел Доббс — 7 797 голосов
- 1960 Фаррел Доббс — 40 175 голосов
- 1964 Клифтон Деберри (Clifton DeBerry) — 32 327 голосов
- 1968 Фред Хостед (Fred Halstead) — 41 390 голосов
- 1972 два кандидата:

Линда Дженнес (Linda Jenness) — 83 380 голосов
Эвелин Рид (Evelyn Reed) — 13 878 голосов
- 1976 Петер Камейо (Peter Camejo) — 90 986 голосов
- 1980 три кандидата:

Клифтон Деберри — 38 738 голосов
Эндрю Палли (Andrew Pulley) — 6 264 голоса
Ричард Конгресс (Richard Congress) — 4 029 голосов
- 1984 Мэлвил Мэйсон (Melvin T. Mason) — 24 672 голосов
- 1988 Джеймс «Мак» Уоррен (James «Mac» Warren) — 15 604 голосов
- 1992 Джеймс «Мак» Уоррен — 23 096 голосов
- 1996 Джеймс Харрис (James Harris) — 8 463 голосов
- 2000 Джеймс Харрис — 7 378 голосов
- 2004 Роджер Кальеро (Róger Calero) — 10 795 голосов
- 2008 Джеймс Харрис — 4 115
- 2016 Алисон Кеннеди (Alyson Kennedy)
- 2020  Алисон Кеннеди

### Официальные ресурсы
- Сайт газеты «The Militant»  (англ.)
- Сайт издательства «Pathfinder Press»  (англ.)

### Дж. П. Кэннон
- Дж. П. Кэннон. История американского троцкизма (1944)
- Интернет-архив Дж. П. Кэннона  (англ.)